# Ordonho I das Astúrias

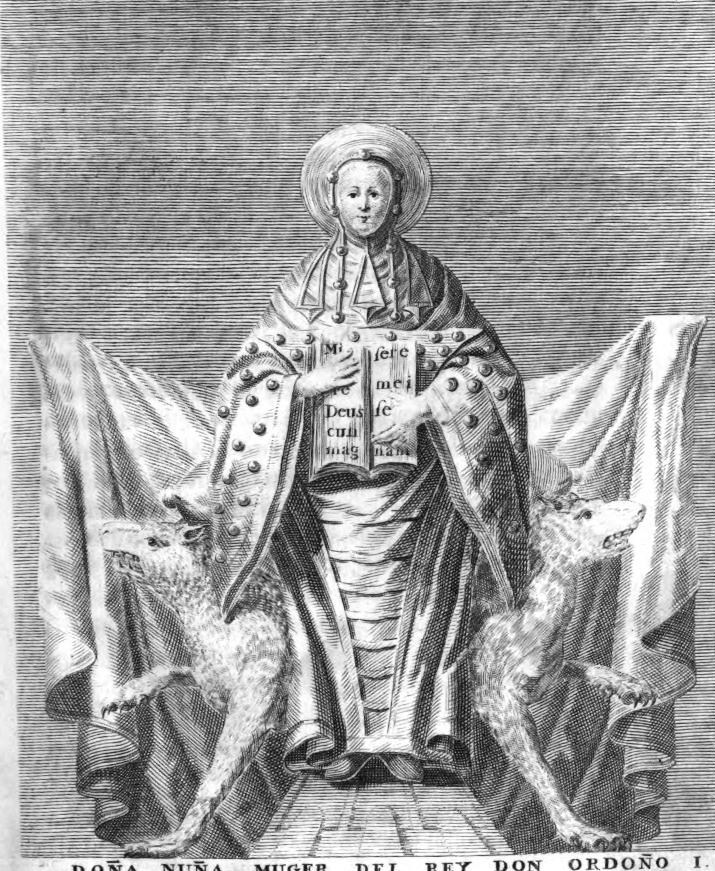
D. Nuna ou Nuña, esposa de Ordonho I das Astúrias.

Ordonho I das Astúrias (ca. 830 — Oviedo, 27 de Maio de 866) foi Rei das Astúrias de 850 a 866. Era filho de Ramiro I das Astúrias. Repovoou as cidades de Leão, Astorga, Tui e Amaya.
Em 859 derrotou Muça ibne Muça na batalha de Albelda.

## Relações familiares
Foi filho de Ramiro I das Astúrias e de Urraca.
Foi casado com Nuna de quem se desconhece as origens familiares, de quem teve:
1. Afonso III das Astúrias "o Magno" (848 — 20 de Dezembro de 910). Rei das Astúrias. Herdou o trono do Reino das Astúrias com a morte de seu pai. Casou com Jimena, possivelmente a filha do rei Garcia Íñiguez de Pamplona.  com quem teve descendência. Foi sepultado no Panteão dos Reis da Catedral de Oviedo;
2. Bermudo Ordonhes. Quando o seu irmão Afonso III subiu ao trono, revoltou-se contra ele, e foi o único dos irmãos de Afonso III que se livrou de ser cegado, devido ao facto de se ter refugiado entre os muçulmanos;[2]
3. Odoario Ordonhes também denominado Oduário Ordoñez;
4. Fruela Ordonhes também denominado por Froila Ordoñez;
5. Nuño Ordonhes;
6. Leodegundia de Leão, possivelmente sua filha e possivelmente, casada em com Garcia Íñiguez de Pamplona.[3]

## Bibliografa
- Del Arco y Garay, Ricardo (1954). Instituto Jerónimo Zurita. Consejo Superior de Investigaciones Científicas.. ed. Sepulcros de la Casa Real de Castilla. Madrid.
- Flórez, Enrique (1770). Antonio Marín. ed. Memorias de las Reinas Católicas. Historia genealógica de la Casa real de Castilla y de León. Tomo I (2ª edición). Madrid.
- Gonzalo Martínez Diez (2007). Sancho III el Mayor Rey de Pamplona, Rex Ibericus. Madrid: Marcial Pons. ISBN 978-84-96467-47-7.
- Asturiano universal 6: Agustín Argüelles, Ramon Perez de Ayala, Alfonso III, o Grande, Ordoño I, Torcuato Fernández Miranda, Nicolás Alfonso Paramo Editions, Inc. 1996 ISBN 84-87253-25-3